# Міжнародний трибунал ООН з морського права

логотип Міжнародного трибуналу ООН з морського права

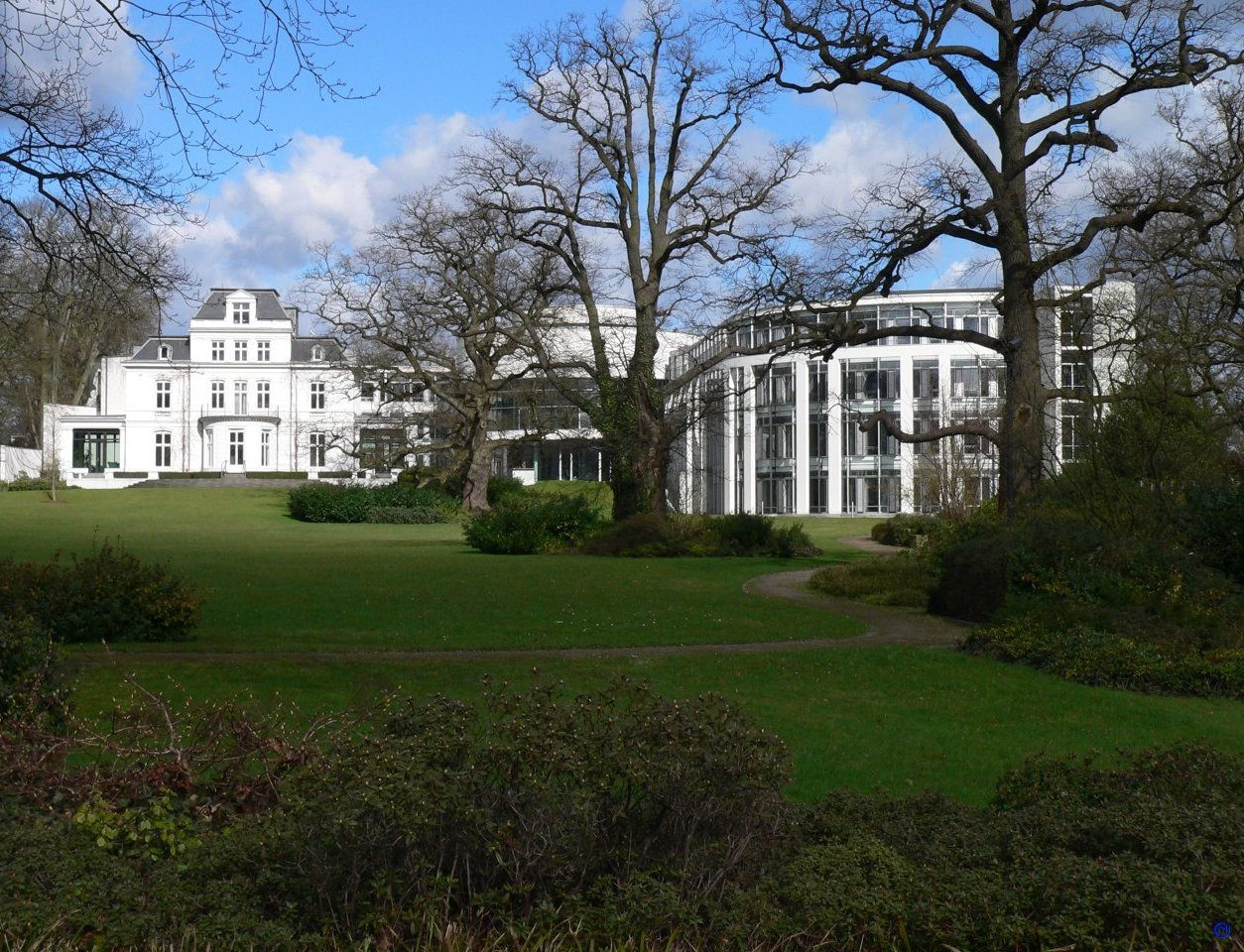

Міжнародний трибунал ООН з морського права, МТМП (англ. International tribunal for the law of the sea, ITLOS) — незалежний судовий орган, який розглядає правові суперечки на основі положень Конвенції з морського права.

## Історія створення
1958 — пройшла перша Конференція ООН з морського права. Результатом зустрічі стало прийняття Женевських конвенцій з морського права.
1973 — Нью-Йорк приймає III Конференцію ООН з морського права. Розроблено положення Конвенції з морського права.
1974 — у Каракасі проходить неофіційна зустріч робочої групи з обговорення питань, пов'язаних з врегулюванням суперечок, що виникають при застосуванні або тлумаченні положень Конвенції. Пропонуються три різні механізми: арбітраж, Міжнародний Суд, трибунал морського права.
1975 — після третьої сесії Голова женевської конференції представляє делегаціям неофіційний єдиний текст переговорів з вирішення правових суперечок, що містить проект статуту ITLOS, його узгодження залишається прерогативою Міжнародного органу з морського дна.
1977 — вперше підготовлений зведений текст проекту Конвенції з морського права з розробленим порядком врегулювання суперечок, прийнятим як складова частина Конвенції, а не додатковий протокол.
1980 — затверджено офіційну назву арбітражного органу, сформованого відповідно до Конвенції з морського права — Міжнародний трибунал з морського права.
1983 — у Кінґстоні вперше проходить засідання підготовчого комітету з обговорення питань, що визначають порядок функціонування МТМП.
1 серпня 1996 — У Нью-Йорку, на п'ятій зустрічі представників держав, що підписали Конвенцію ООН з морського права, проходить виборчий процес першого суддівського складу ITLOS.
1997 — Міжнародний трибунал з морського права та ООН підписують договір про співпрацю. ITLOS надається статус спостерігача в Генасамблеї ООН.

## Структура
У Міжнародному трибуналі з морського права працює 21 суддя, які обираються на 9 років країнами-підписантами Конвенції, методом таємного голосування серед найбільш авторитетних фахівців у сфері морського права, які мають хорошу репутацію, неупереджене ставлення до розгляду судових справ. Наступність посади забезпечується шляхом переобрання 1/3 суддівського складу один раз у 3 роки.
Загальний склад МТМП представляє головні світові судово-правові системи, забезпечуючи закріплення суддів за п'ятьма географічними областями, затвердженими Генасамблеєю ООН. Це європейські держави та країни Азії, Африки, Латинської Америки і Карибського басейну.
МТМП включає наступні палати:
- Палата зі спорів щодо морського дна складається з 11 суддів. У сферу діяльності входять питання, що стосуються геологорозвідувальних робіт в міжнародному районі морського дна.
- Палата спрощеного судочинства складається з 5 суддів. Палата може заслуховувати справи за спрощеним порядком, на прохання обох сторін конфлікту, призначає тимчасові заходи, якщо суд не збирається або немає достатню кількість членів для винесення рішення.

Постійні спеціальні палати:
- Палата зі спорів щодо риболовства складається з  9 членів, розглядає правові суперечки з приводу збереження, управління морськими живими ресурсами.
- Палата зі спорів щодо морського середовища розглядає суперечки, пов'язані із захистом, збереженням морської екосистеми. У палаті засідають 9 суддів.
- Палата з делімітації морських просторів розглядає суперечки про розмежування морських територій, складається з 11суддів.
- Палата ad hoc засновується на прохання учасників судового процесу, розглядає конкретні суперечки. Склад таких палат визначається Трибуналом зі схвалення сторін.

2000 — сформована спеціальна палата, яка розглядала справу про збереження, раціональне використання риби-меч в південно-східній частині Тихого океану.
2015 — сформована спеціальна палата, яка розглядала правову суперечку щодо делімітації морського кордону між Ганою і Кот-д'Івуаром в Атлантичному океані.

## Члени

Карта країн-членів МТМП
Синій: держави з суддями у МТМП.
Сірий: держави, раніше з суддями у МТМП.
Салатовий: інші країни-підписанти Конвенції

На  даний час 166 держав (включно з Україною) та Європейський союз є членами Міжнародного трибуналу ООН з морського права.

## Справи, пов'язані з Україною

### Керчинський інцидент
31 березня 2019 року Україна повідомила РФ, що розпочинає арбітраж при Постійній палаті третейського суду (ППТС), та 16 квітня 2019 року подала до Трибуналу клопотання про призначення тимчасових заходів відповідно до Конвенції ООН з морського права — «Справа про затримання трьох кораблів ВМС України (Україна проти Російської Федерації), запобіжний захід» (англ. Case concerning the detention of three Ukrainian naval vessels (Ukraine v. Russian Federation), Provisional Measure).
25 травня 2019 року Міжнародний трибунал ООН з морського права наказав Росії негайно звільнити 24 захоплених моряків та повернути три кораблі, що були захоплені поблизу Керчинської протоки в листопаді 2018 року. Це рішення є тимчасовим заходом у справі за позовом України. Проте трибунал не вважає необхідним вимагати від РФ припинити кримінальне переслідування та утримуватись від відкриття нових справ проти моряків, про що Україна просила у позові.